# حمام متضاد

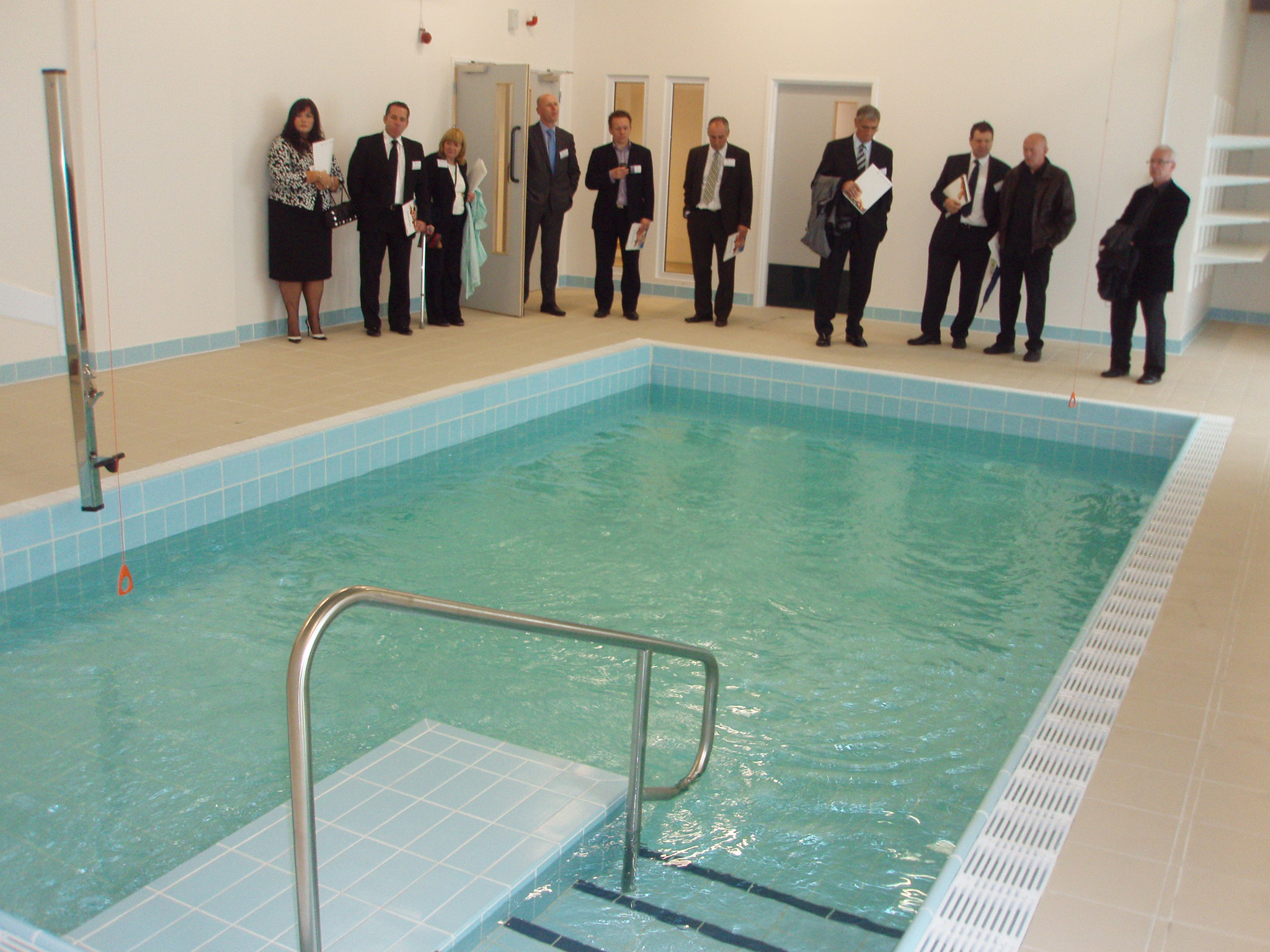
حمام متضاد درمانی

'حمام متضاد درمانی, همچنین به عنوان “ زیرآب رفتن گرم/سرد درمانی” شناخته شده است که یک نوع درمان است که در آن یک اندام یا تمامی بدن در آب گرم غوطه ور شده و پشت سر آن فوراً اندام یا کل بدن در آب یخ فرومی‌رود. این روش چندین بار متناوب بین آب سرد و گرم تکرار می‌شود. توجه داشته باشید که این درمان باید همیشه به رفتن در آب سرد منتهی شود. گرما باعث واکنش التهابی بدن خواهد شد، در حالی که سرما به کاهش التهاب کمک می‌کند.

## نظریه
نظریه پشت سر حمام متضاد درمانی آن است که آب گرم باعث انبساط رگهای جریان خون در اندام یا بدن می‌شود و به دنبال آن آب سرد باعث انقباض عروق و افزایش گردش خون موضعی می‌گردد. علاوه بر این، عروق لنفاوی زمانی که در معرض سرما قرار می گیردو در وامی شوند به گرما رها می‌شود. سیستم لنفاوی بر خلاف سیستم گردش خون فاقد یک پمپ مرکزی است. با گرم و سرد شدن متناوب، عروق غدد لنفاوی گشاد و تنگ شده اساساً به «تلمبه زدن» و حرکت مایع راکد از این منطقه می‌انجامد. این اثرات مثبت بر فرایند التهاب است که مکانیزم اصلی بدن برای بهبود بافت آسیب دیده می‌باشد.
یک مطالعه نشان داد که نوسانات دمای عضلات کمتر از یک حمام گرم به تنهایی است.
مطالعات دیگر نشان می‌دهد که تنش‌های حرارتی به نظر می‌رسد تأثیر مثبت بر سیستم ایمنی بدن دارد.

## درمان
حمام متضاد می‌تواند برای کاهش تورم اندام آسیب دیده مورد استفاده قرار گیرد یا برای کمک به ترمیم در ورزش باشد. همچنین می‌تواند به طور قابل توجهی بازیابی عضلات پس از ورزش با کاهش سطح غلظت لاکتات خون بهبود یابد.
برای هر گونه صدمه دارای تورم قابل لمس و التهاب و قرمزی قابل مشاهده - مانند فشار/پیچ خوردگی - حمام متضاد در طول مرحله التهاب حاد منع مصرف دارد. التهاب حاد در زمان آسیب دیدگی شروع می‌شود و حدود ۷۲ ساعت طول می‌کشد.

## کارایی در بازیابی ورزشی
شواهد پایه موجود نشان می‌دهد که در آب درمانی متضاد (CWT) بهتر از ترمیم ناشی از بی حرکتی یا استراحت پس از ورزش است؛ شدت این اثرات ممکن است بیشتر مربوط به جمعیت نخبگان ورزشی باشد. به نظر می‌رسد تفاوت کمی در نتیجه بهبود بین آب درمانی متضاد و دیگر راه‌های پرطرفدار تجدید قوا مانند غوطه وری آب سرد و بهبودی فعال وجود دارد.